# Aileen Wuornos
Aileen Carol Wuornos (født Aileen Carol Pittman 29. februar 1956 – 9. oktober 2002) var en amerikansk seriemorder, som blev dømt til døden i staten Florida i 1992. Hun fik seks dødsdomme.
Wuornos tilstod at have dræbt i alt syv mænd, som hun påstod havde prøvet at voldtage eller voldtaget hende, mens hun arbejdede som prostitueret. Hun blev henrettet med indsprøjtning den 9. oktober 2002.

## Biografi

### Tidlige år
Aileen Carol Wuornos blev født i Rochester i Michigan. Hendes forældre var Diane Kathleen Wuornos og Leo Arthur Pittman. Hendes bedsteforældre var af finsk afstamning.
Pittman, som hun aldrig havde kendt, var børnemishandler og havde siddet på sindssygehospital i Kansas og Michigan. Den 30. januar 1969 hængte han sig, mens han var i Kansas State Penitentiary (fængsel)i Lansing, Kansas.
Den 3 juni 1954 blev den 15 år gamle Diane gift med Pittman, og de fik to børn, mens de var gift. I 1955 blev Keith født, og i 1956 blev Aileen født. Mindre end to år inde i ægteskabet og to måneder efter at Aileen var blevet født, lod Diane sig skille fra Pittman og efterlod 1960 børnene hos bedsteforældrene, "Lauri" Jacob Wuornos og Aileen "Britta" Moilanen.
Lauri og Britta adopterede dem til deres hjem i Troy i Michigan.
Wuornos sagde, at hendes bedstefar fysisk og seksuelt misbrugte hende som barn, og at hendes bedstemor var alkoholiker. I "Lethal Intent" af Sue Russell, skrev hun, at "Wuornos blev pisket med et bælte af sin bedstefar".
I en alder af 12 år fandt Aileen og Keith ud af, at Lauri og Britta var deres bedsteforældre og ikke deres biologiske forældre.
Aileen påstod at have haft sex i en ung alder med mange forskellige partnere deriblandt sin egen bror. Da hun var 14 år, blev hun gravid, og den 23. marts, 1971 fødte hun sit barn på en fødeklinik i Detroit. Derefter blev hun smidt ud af sit hjem og fordrevet af bysamfundet. Barnet blev kort tid efter bortadopteret. Inden Wuornos blev sendt til et hjem for ugifte mødre, havde hun boet i en forladt bil i skoven.
Britta Wuornos døde i juli 1971(officielt af leversvigt, selv om Aileens mor Diane beskyldte Lauri for at have dræbt hende). Efter bedstemoderens død, kom Wuornos og hendes bror under formynderskab af retten.
Wuornos begyndte at arbejde som prostitueret, mens hun stadig gik i skole. Og i maj 1971 begyndte hun at bruge alias Sandra Kretsch. Hun blev arresteret i Jefferson County i Colorado for spirituskørsel, gadeuorden, for at affyre en kaliber 22 pistol fra en kørende bil og for ikke at møde op retten, en sigtelse der blev tilføjet, fordi hun forlod byen inden retssagen.
Hun rejste tilbage til Michigan. Den 13 juli 1976 blev hun arresteret i Antrim County anklaget for overfald og forstyrrelse af den offentlige ro efter en episode, hvor hun havde smidt en billardkugle i hovedet på en bartender. Derudover var der anklager for at køre uden kørekort og under indflydelse af alkohol. Hun fik en bøde på 105 dollars.
Den 17. juli 1976 døde hendes bror Keith af kræft i halsen, og Wuornos fik udbetalt hans livsforsikring på 10,000 dollars. Hun betalte bøden på 105 dollars, som var udskrevet den 4. august 1976, og i løbet af to måneder brugte hun resten af pengene på luksus: blandt andet en ny bil, som hun senere smadrede.
I 1976 blaffede Wuornos til Florida, hvor hun mødte den 76 år gamle yachtklub-formand, Lewis Gratz Fell. De blev gift, og nyheden om deres bryllup blev trykt i den lokale avis. Wuornos kom konstant i konfrontationer på den lokale bar og blev endda sendt i fængsel for overfald. Hun slog også Fell med hans egen stok, og han fik et tilhold mod hende. De blev skilt den 21. juli 1976 efter at have været gift i seks uger.

### Mellemste år
Den 20. maj 1981 blev Wuornos arresteret i Edgewater i Florida for væbnet røveri. Hun blev den 4. maj 1982 idømt fængsel. Hun blev løsladt den 30. juni 1983.
Den 1. maj 1984 blev hun dømt for at indløse en falsk check i en bank i Key West.
Den 30. november 1985 blev hun mistænkt for tyveri af en pistol og ammunition i Pasco County.
Da brugte hun aliasset Lori Christine Grody fra sin moster/halvsøster (hendes bedsteforældres datter) i Michigan.
I december 1985 noterede Florida Highway Patrol "Lori Grody" (Wuornos) for at køre uden kørekort.
Den 4. januar 1986 blev Wuornos arresteret i Miami under eget navn, anklaget for biltyveri, for at modsætte sig arrestation og at opgive falsk navn. Miamis politi fandt en kaliber 38 pistol og en kasse ammunition i den stjålne bil.
Den 2. juni 1986 tilbageholdt politiet i Volusia County en "Lori Grody" (Wuornos) til afhøring, efter en mand havde anklaget hende for at have sigtet på ham i hans bil og forlangt 200 dollars. Man fandt en kaliber 22 pistol og ammunition under passagersædet i hendes bil.
Wuornos brugte nu alias Susan Blahovec,
Hun fik en bøde for at køre for stærkt i Jefferson County i Florida en uge senere.
Få dage efter episoden i Jefferson County mødte Wuornos den 24 år gammel Tyria Moore på en bar for homoseksuelle i Daytona i Florida. De indledte hurtigt et forhold. Moore sagde sit job op som stuepige på at motel og lod Wuornos forsørge sig med de penge hun tjente som prostitueret. De rejste fra motel til motel og tit overnattede de i gamle lader. I juli 1987 tilbageholdt politiet i Daytona Beach en Moore og "Susan Blahovec" (Wuornos) til forhør i for at slå en mand i hovedet med en flaske.
Den 18. december samme år noterer Florida highway patrol Wuornos uden kørerkort.
Den 12. marts 1988 beskyldte Wuornos en buschaufør for overfald. Hun påstod at han havde skubbet hende af bussen efter et skænderi. Moore stod listet som vidne til denne episode.
Den 23 juli 1988, blev Moore og Wuornos (under alias "Susan Blahovec") beskyldt af deres udlejer for at have vandaliseret deres lejlighed. Han påstod, at de havde hevet gulvtæpper ud og malet væggene mørkebrune uden hans tilladelse.
I november 1988 startede Wuornos en fem dage lang kampagne med truende telefonopringninger mod Zephyrhills supermarked på grund af et skænderi om en lotteriseddel.
I 1989 rejste Wuornos sjældent uden en ladt pistol. Hun arbejdede i barer og truckstops for at supplere sin indkomst fra prostitution. På dette tidspunkt løb Moore og Wuornos ind i flere økonomiske problemer.

## Mordene

### Ofrene
Wuornos første offer var Richard Mallory, en butiksejer i Palm Harbor i Florida, som hun myrdede den 30. november 1989.
Af de yderlige seks ofre, blev der kun fundet fem lig.
Hendes egen identificering af ofrene er:
- David Spears, 1. juni 1990
- Charles Carskaddon, 6. juni 1990
- Peter Siems, 4. juli 1990 (bil blev fundet, lig blev aldrig fundet)
- Troy Burress, 4. august 1990
- Dick Humphreys, 12. september 1990
- Walter Jeno (Gino) Antonio, 19. november 1990

### Anholdelse og dom
Wuornos blev til sidst identificeret, da hun og Moore var involveret i en ulykke, mens de kørte i et af ofrenes biler. De afviste hjælp fra tilskuere, selv om Wuornos blødte - og de flygtede fra stedet. En fantomtegning blev offentliggjort af Moore og Wuornos. Politiet sporede Moore til Pennsylvania, hvor hun havde søgt tilflugt hos sin søster, og de lavede en aftale om, at hvis hun vidnede mod Wuornos, ville hun få immunitet. Moore indvilligede. Politiet skaffede hende et motelværelse i Florida. Hun skrev et brev til Wuornos, som var i varetægt for overtrædelse af sin prøveløsladelse. Efter flere telefonsamtaler og Moores trusler om at begå selvmord, gav Wuornos efter og sagde ”du skal gøre hvad du må gøre, jeg vil ikke lade dig komme i fængsel, om så jeg skal tilstå, så gør jeg det.”
Hun gav en fuld tilståelse den 16. januar samme år.
Wuornos sagde, at mordet på Mallorys var selvforsvar, og fastholdt at han havde voldtaget hende.
Hun blev dømt for det mord i januar 1992 ved hjælp at Moores vidneudsagn.
Da hun blev fundet skyldig i Mallorys mord, forklarede hun til pressen: ”Jeg blev voldtaget, jeg blev tortureret, de havde bilens rat, samt billeder af rattet med mærker på, der var bevis på at jeg var bundet til rattet, jeg kan ikke tro at dette er sket.” I mellemtiden havde Moore solgt sin historie, og lavet kontrakter på flere bøger og film, og det samme havde de tre kriminalbetjente, som efterforskede sagen. De sagde senere op.
I november 1992 afslørede Dateline NBC-reporter Michele Gillen, at Mallory havde siddet inde i 10 år for voldtægt i en anden stat. Dommeren nægtede at lade dette blive fremlagt i retten, og Wuornos fik aldrig en ny retssag.
Den 31. marts 1992 erklærede Wuornos, no contest (et alternativ til ikke skyldig eller skyldig) til morderne på Dick Humphreys, Troy Burress og David Spears, hun sagde at hun ville ”get right with God” (få tilgivelse hos Gud).
Under retssagen blev hun adopteret af Arlene Pralle, efter at Pralle havde en drøm, hvori hun var blevet bedt om at tage sig af Wuornos. Ifølge Pralle havde Jesus bedt hende om at skrive til Wuornos, og det gjorde hun. Hvad Wuornos ikke vidste var, at Pralle tjente penge på interviews, blandt andet med Nick Broomfiels, som betalte hende 10.000 dollars.
En del af pengene gik til at betale Wuornos advokat, Steven Glazer, som Pralle havde hyret til Wuornos appelsag ved højesteret. Appelsagen blev afslået i 1996. Forholdet imellem Wuornos og Pralle kom ikke til at holde: Wuornos begyndte at mistænke Pralle for kun at være der for pengene og omtalen. Wuornos fortalte i et interview med Broomfield, at Pralle og Glazer fortalte hende om forskellige måder at begå selvmord på i fængslet, og det var også dem som havde opfordret til no contest erklæringen, fordi Glazer, der var kendt som ”Dr. Legal”, ved Wuornos retssagen ikke var erfaren nok til at håndtere en mordsag med flere ofre.
I sin redegørelse til retten erklærede hun ”jeg vil tilstå for dig, at Richard Mallory voldtog mig, som jeg har fortalt dig, men de andre gjorde ikke, de lagde bare an til det.”
I juni 1992 erklærede hun sig skyldig i mordet på Charles Carskaddon og fik sin 5. dødsdom.
I februar 1993 erklærede hun sig skyldig i mordet på Walter Gino Antonio og fik endnu en dødsdom. Wuornos blev aldrig anklaget for mordet på Peter Siems, fordi hans lig aldrig blev fundet. I alt fik Wuornos 6 dødsdomme.
Wuornos fortalte flere forskellige historier om morderne. Hun tilstod at have dræbt syv mænd ved forskellige lejligheder. Hun påstod til at begynde med, at de havde voldtaget hende, mens hun arbejde som prostitueret. Hun lavede senere om på sin påstand om at det var selvforsvar. Under et interview med Broomfield hvor hun troede at kameraerne var slukket, fortalte hun ham, at det virkelig var selvforsvar i Mallory-sagen, men at hun ikke havde noget andet valg end at gå efter dødsstraffen. Hun påstod at hun aldrig ville kunne klare at skulle være resten af sit liv i fængsel.
Da Broomfield spurte ”Det var selvforsvar?” svarede hun ”Ja, og det var nogle af de andre også, men jeg kan aldrig nogensinde fortælle det til nogen, så jeg må gå efter dødsstraffen”.

## Offentligheden
- Bøger:

- Lethal Intent (2002), ISBN 0-7860-1518-7, af Sue Russell
- Notes from the condemned chamber  (2002), ISBN 9985-9310-3-3, af Miina Hint
- Dead Ends (2003), ISBN 0-312-98418-9, af Michael Reynolds

- dokumentarfilm:

- Nick Broomfield lavede to dokumentarfilm:

- Aileen Wuornos: The Selling of a Serial Killer (1992)
- Aileen: Life and Death of a Serial Killer (2003).

Broomfield optog det sidse media interview med Wuornos dagen før hendes henrettelse.
- Film:

- 2003 filmen Monster med Charlize Theron og Christina Ricci, fortæller Wuornos' historie fra det øjeblik hvor hun møder Selby Wall (basseret på fortællingerne af Tyria Moore) indtil hendes første dom for mord. Charlize Theron fik en Oscar for rollen som Aileen Wuornos, på den dag som ville have været Wuornos 48 fødselsdag

- Fjernsyn:

American Horror Story 2 afsnit i sæson 5
- 1992 en fjernsynsfilm ‘'Overkill: The Aileen Wuornos Story med Jean Smart som Wuornos sendt første gang I 1992
- Wuornos blev også bragt i 60 Minutes, A&E, og Court TV.

- Musik:

- Diamanda Galás kaldte Wuornos "a huge hero" og tilegne hende sangen "Iron Lady” på albummet ‘'Malediction and Prayer.
- I 2006, udgav Bitch and Animal en sympatetisk sang "Aileen Wuornos" på albummet Make This/Break This.
- New York-based metalcore bandet It Dies Today's sang "Sixth Of June” er baseret på Wuornos' sidste ord. Sangen er på deres album Sirens.